# Пак Сон Хі
Пак Сон Хі (нар. 17 лютого 1975) — колишня південнокорейська тенісистка.
Найвищу одиночну позицію світового рейтингу — 57 місце досягла 25 вересня 1995, парну — 34 місце — 15 червня 1998 року.
Здобула 7 одиночних та 7 парних титулів туру ITF.
Найвищим досягненням на турнірах Великого шолома було 3 коло в парному розряді.
Завершила кар'єру 2000 року.

## Фінали Туру WTA

### Парний розряд: 4 (0-4)
| Легенда: до 2009             | Легенда: починаючи з 2009 |
| ---------------------------- | ------------------------- |
| Турніри Великого шлему (0–0) |                           |
| Олімпійське золото (0–0)     |                           |
| Чемпіонати WTA (0–0)         |                           |
| Tier I (0–0)                 | Premier Mandatory (0–0)   |
| Tier II (0–1)                | Premier 5 (0–0)           |
| Tier III (0–1)               | Premier (0–0)             |
| Tier IV & V (0–2)            | International (0–0)       |

| Результат | Ранг | Дата     | Турнір                          | Покриття  | Партнерка      | Суперниця                   | Рахунок       |
| Поразка   | 1.   | Вер 1995 | Nagoya, Японія                  | Килим (i) | Хіракі Ріка    | Керрі-Енн Г'юз Крістін Кунс | 6–4, 6–4      |
| Поразка   | 2.   | 1996     | Hobart International, Австралія | Тверде    | Керрі-Енн Г'юз | Яюк Басукі Кього Нагацука   | 7–6(9–7), 6–3 |
| Поразка   | 3.   | 1996     | Токіо, Японія                   | Тверде    | Ван Си-тін     | Аманда Кетцер Марі П'єрс    | 6–1, 7–6(7–5) |
| Поразка   | 4.   | 1998     | Голд-Кост, Австралія            | Тверде    | Ван Си-тін     | Олена Лиховцева Ай Суґіяма  | 1–6, 6–3, 6–4 |

## Фінали ITF
| Легенда         |
| --------------- |
| турніри $75,000 |
| турніри $50,000 |
| турніри $25,000 |
| турніри $10,000 |

### Одиночний розряд (7-6)
| Результат | Ранг | Дата            | Турнір                 | Покриття | Суперниця          | Рахунок          |
| --------- | ---- | --------------- | ---------------------- | -------- | ------------------ | ---------------- |
| Поразка   | 1.   | 30 вересня 1991 | Sekisho, Японія        | Тверде   | Чень Лі            | 2–6, 4–6         |
| Поразка   | 2.   | 7 червня 1992   | Інчхон, Південна Корея | Ґрунт    | Kim Yeon-sook      | 3-6, 1-6         |
| Поразка   | 3.   | 8 червня 1992   | Сеул, Південна Корея   | Тверде   | Кім Іль Сун        | 4–6, 3–6         |
| Перемога  | 4.   | 10 серпня 1992  | Тайбей, Тайвань        | Тверде   | Тамарін Танасугарн | 6-3, 6-1         |
| Перемога  | 5.   | 17 серпня 1992  | Тайбей, Тайвань        | Тверде   | Ліхіні Веерасурія  | 6–3, 1–6, 7–6(2) |
| Перемога  | 6.   | 24 серпня 1992  | Тайбей, Тайвань        | Тверде   | Ліхіні Веерасурія  | 7–5, 3–6, 6–4    |
| Перемога  | 7.   | 31 серпня 1992  | Тайбей, Тайвань        | Тверде   | Ліхіні Веерасурія  | 6–2, 3–6, 6–4    |
| Перемога  | 8.   | 6 червня 1993   | Інчхон, Південна Корея | Ґрунт    | Kim Yeon-sook      | 2-6, 7-5, 7–6(5) |
| Перемога  | 9.   | 14 вересня 1997 | Сеул, Південна Корея   | Тверде   | Керрі-Енн Г'юз     | 6-3, 6-4         |
| Перемога  | 10.  | 26 жовтня 1997  | Х'юстон, США           | Тверде   | Іноуе Харука       | 6-1, 7–6(2)      |
| Поразка   | 11.  | 3 травня 1998   | Ґіфу, Японія           | Трава    | Міяуті Місумі      | 3-6, 4-6         |
| Поразка   | 12.  | 18 жовтня 1998  | Сеул, Південна Корея   | Тверде   | Choi Ju-yeon       | 4–6, 3–6         |
| Поразка   | 13.  | 2 травня 1999   | Кофу, Японія           | Трава    | Ван Си-тін         | 7-6, 5-7, 2-6    |

### Парний розряд (7-8)
| Результат | Ранг | Дата            | Турнір                 | Покриття | Партнерка          | Суперниці                           | Рахунок          |
| Поразка   | 1.   | 18 серпня 1991  | Тайбей, Тайвань        | Тверде   | Pyo Hye-jeong      | Choi Jin Choi Jeom-sang             | 2–6, 3–6         |
| Поразка   | 2.   | 1 вересня 1991  | Тайбей, Тайвань        | Тверде   | Pyo Hye-jeong      | Кім Іль Сун Sohn Mi-ae              | 5–7, 4–6         |
| Перемога  | 3.   | 17 серпня 1992  | Тайбей, Тайвань        | Тверде   | Seo Hye-jin        | Doh Jeom-ja Lee Mi-jeong            | 6–2, 7–6(5)      |
| Перемога  | 4.   | 24 серпня 1992  | Тайбей, Тайвань        | Тверде   | Seo Hye-jin        | Doh Jeom-ja Lee Mi-jeong            | 6–2, 7–6(6)      |
| Поразка   | 5.   | 6 червня 1993   | Інчхон, Південна Корея | Ґрунт    | Seo Hye-jin        | Kim Soon-mi Pyo Hye-jeong           | 2–6, 6–7(5)      |
| Перемога  | 6.   | 30 травня 1994  | Тегу, Південна Корея   | Ґрунт    | Кім Іль Сун        | Kim Soon-mi Pyo Hye-jeong           | 6–7(1), 6–1, 6–4 |
| Перемога  | 7.   | 11 липня 1994   | Дармштадт, Німеччина   | Ґрунт    | Choi Ju-yeon       | Беттіна Фулько Патрісія Тарабіні    | 6–4, 6–3         |
| Поразка   | 8.   | 5 травня 1997   | Сеул, Південна Корея   | Ґрунт    | Чхой Йон Ча        | Чо Юн Чон Кім Ин Ха                 | 3–6, 6–7(6)      |
| Поразка   | 9.   | 14 вересня 1997 | Сеул, Південна Корея   | Тверде   | Ван Си-тін         | Кетрін Берклей Керрі-Енн Г'юз       | 6-4, 4-6, 1-6    |
| Перемога  | 10.  | 27 жовтня 1997  | Остін, США             | Тверде   | Міхо Саекі         | Деббі Грем Мередіт Макґрат          | 6–4, 5–7, 6–2    |
| Поразка   | 11.  | 3 травня 1998   | Ґіфу, Японія           | Трава    | Чо Юн Чон          | Кетрін Берклей Керрі-Енн Г'юз       | 6–7(3), 4-6      |
| Перемога  | 12.  | 10 травня 1998  | Сеул, Південна Корея   | Ґрунт    | Чо Юн Чон          | Дін Дін Лі Тін                      | 6–1, 3–6, 6–2    |
| Перемога  | 13.  | 21 березня 1999 | Нода, Японія           | Тверде   | Чо Юн Чон          | Асагое Сінобу Юка Йосіда            | 6-3, 6-3         |
| Поразка   | 14.  | 24 травня 1999  | Варшава, Польща        | Ґрунт    | Чо Юн Чон          | Магда Міхалаке Єлена Костанич-Тошич | 1–6, 3–6         |
| Поразка   | 15.  | 3 жовтня 1999   | Сеул, Південна Корея   | Тверде   | Тамарін Танасугарн | Кетрін Берклей Кім Ин Ха            | 6-4, 4-6, 2-6    |